# How Deep Is Your Love (песня Кельвина Харриса и Disciples)
«How Deep Is Your Love» — песня шотландского DJ и продюсера Кельвина Харриса и английского трио Disciples. Релиз песни должен был состояться 17 июля 2015 года. Вокальную партию исполнила норвежская певица Ина Вролдсен. Трек был очень успешен заняв первое место в чартах более чем 13 стран и войдя в топ 10 38 различных чартов.

## История
3 июня 2015 года Кельвин Харрис объявил о предстоящем сотрудничестве с лондонским трио Disciples. 15 июля 2015 года за два дня до официального релиза песня просочилась в интернет.
Песня написана группой Disciples и Иной Вролдсен в начале 2014 года, тогда же была записана демо запись вокальной партии. Двое из участников Disciples которые издаются через лейбл Харриса Fly-Eye, направили ему черновой вариант трека для того что бы услышать мнение о композиции и возможно получить подсказки в его улучшении. Харрису очень понравилась песня и он предложил сотрудничество в дальнейшем написании данной композиции.
В эфире KISS-FM Харрис сказал, что после выхода альбома Motion он хотел записать что-то ещё, что-то немного другое.
«How Deep Is Your Love» трек в жанре дип-хаус, который «Your EDM» описал как «оживленная мелодия», содержащая «басовые плуты и фортепианные аккорды». Хейден Мэндерс в статье журнала «Nylon» указал, что песня явно навеяна еврохаусом 90-х и схожа с музыкой Disclosure.

## Оценка критиков
Billboard назвал композицию «еще одним клубным хитом от надёжного хитмейкера». Хейден Мэндерс в журнале «Nylon» отметил, что Харрис преобразился благодаря «How Deep Is Your Love». Джия Толентино на сайте «Jezebel» описала песню «откровенной, минималистично-заводной, с заразной игривостью в трех главных действах» и добавила что Disciples «добавили утончённости». Дэниел Ча из «Your EDM» предположил, что песня - «идеальный саундтрек для поездки вдоль океана».
Льюис Корнер из Digital Spy написал: «Кальвин Харрис подготовил саундтрек к остальной части вашего лета своим новым дип-хаус хитом». Нолан Фини из «Time»: ««How Deep Is Your Love» не навязывает нарастающих битов и бешеной атаки синтезатора как в «We Found Love» Рианны и «Call My Name» Cheryl. Вместо этого (Харрис) предлагает медленнозагарющийся хаус. Если следующий альбом в таком духе, то любовь будет действительно глубокой».

## Музыкальное видео
Клип на песню был снят режиссёром Эмилем Нава, премьерный показ состоялся 4 августа 2015 года на сервисе Тидал, в широкий прокат клип вышел 6 августа 2015 года. Съёмки проходили в конце июня 2015 года в Малибу, в съёмках приняла участие Джиджи Хадид. По сюжету клипа Джиджи приходит в себя на операционном столе в странном, немного мрачном помещении. В следующей сцене она идёт по коридору и приходит на вечеринку. На протяжении всего видео она по очереди оказывается в разных местах: на яхте, около бассейна, в душе после плавания в бассейне, на другой вечеринке, на улице, где вокруг неё кружат байкеры на мотоциклах, на третьей вечеринке. Видео заканчивается тем как Джиджи возвращается с вечеринки. Клип одержал победу в номинации «Лучшее электронное видео» на MTV Video Music Awards 2016.
По состоянию на июнь 2017 клип на YouTube просмотрено более 1 миллиарда раз.

## Каверы
В сентябре 2015 года Чарли Пут исполнил песню в эфире BBC Radio 1 и его версия была включена в компиляцию BBC Radio 1's Live Lounge. Также песню исполнил словенский дуэт Maraaya, их кавер можно найти на их канале на YouTube.

## Список композиций
| №  | Название                | Длительность |
| -- | ----------------------- | ------------ |
| 1. | «How Deep Is Your Love» | 3:32         |

| №  | Название                                                 | Длительность |
| -- | -------------------------------------------------------- | ------------ |
| 1. | «How Deep Is Your Love» (Extended Mix)                   | 5:56         |
| 2. | «How Deep Is Your Love» (Calvin Harris and R3hab Remix)  | 4:18         |
| 3. | «How Deep Is Your Love» (Chris Lake Remix)               | 5:08         |
| 4. | «How Deep Is Your Love» (Disciples and Unorthodox Remix) | 6:04         |
| 5. | «How Deep Is Your Love» (DJ Snake Remix)                 | 3:42         |

## Чарты и сертификация
| Чарты (2015)                               | Наивысшая позиция |
| ------------------------------------------ | ----------------- |
| Австралия (ARIA)                           | 1                 |
| Австрия (Ö3 Austria Top 40)                | 5                 |
| Бельгия/Фландрия (Ultratop 50)             | 2                 |
| Бельгия/Фландрия (Ultratop Dance)          | 1                 |
| Бельгия/Валлония (Ultratop 50)             | 1                 |
| Бельгия/Валлония (Ultratop Dance)          | 1                 |
| Бразилия (Hot 100 Airplay)                 | 69                |
| Болгария (IFPI)                            | 1                 |
| Канада (Billboard Canadian Hot 100)        | 16                |
| СНГ (TopHit)                               | 1                 |
| Чехия (Rádio — Top 100)                    | 4                 |
| Чехия (Singles Digitál Top 100)            | 3                 |
| Дания (Tracklisten)                        | 5                 |
| Финляндия (Suomen virallinen lista)        | 4                 |
| Франция (SNEP)                             | 2                 |
| Германия (GfK)                             | 4                 |
| Greece Digital Songs (Billboard)           | 1                 |
| Венгрия (Dance Top 40)                     | 1                 |
| Венгрия (Rádiós Top 40)                    | 31                |
| Венгрия (Single Top 40)                    | 3                 |
| Ирландия (IRMA)                            | 2                 |
| Израиль (Media Forest)                     | 1                 |
| Италия (FIMI)                              | 10                |
| Ливан (Lebanese Top 20)                    | 1                 |
| Mexico Ingles Airplay (Billboard)          | 1                 |
| Нидерланды (Dutch Top 40)                  | 1                 |
| Нидерланды (Single Top 100)                | 2                 |
| Новая Зеландия (Recorded Music NZ)         | 2                 |
| Норвегия (VG-lista)                        | 9                 |
| Польша (Polish Airplay Top 100)            | 4                 |
| Польша (Dance Top 50)                      | 5                 |
| Россия (TopHit)                            | 1                 |
| Россия (Еврохит топ 40)                    | 1                 |
| Шотландия (OCC Scotland)                   | 2                 |
| Словакия (Rádio — Top 100)                 | 8                 |
| Словакия (Singles Digitál Top 100)         | 4                 |
| ЮАР (EMA)                                  | 4                 |
| Испания (PROMUSICAE)                       | 3                 |
| Швеция (Sverigetopplistan)                 | 6                 |
| Швейцария (Schweizer Hitparade)            | 4                 |
| Украина (TopHit)                           | 8                 |
| Великобритания (OCC UK Singles)            | 2                 |
| Великобритания (OCC UK Dance)              | 1                 |
| США (Billboard Hot 100)                    | 27                |
| США (Billboard Hot Dance/Electronic Songs) | 2                 |
| США (Billboard Dance Club Songs)           | 2                 |
| США (Billboard Pop Airplay)                | 16                |
| США (Billboard Rhythmic)                   | 30                |

| Чарт (2015)                          | Позиция  |
| ------------------------------------ | -------- |
| Australia (ARIA)                     | 29       |
| Canada (Canadian Hot 100)            | 65       |
| Germany (Official German Charts)     | 28       |
| Israel (Media Forest)                | 9        |
| Italy (FIMI)                         | 46       |
| New Zealand (Recorded Music NZ)      | 27       |
| Poland (ZPAV)                        | 24       |
| Russia (Tophit)                      | 22       |
| UK Singles (Official Charts Company) | 20       |
| US Billboard Hot 100                 | 100      |
| Chart (2016)                         | Position |
| Argentina (Monitor Latino)           | 78       |
| Canada (Canadian Hot 100)            | 100      |
| Italy (FIMI)                         | 76       |
| Russia Airplay (Tophit)              | 21       |
| Switzerland (Schweizer Hitparade)    | 89       |
| UK Singles (Official Charts Company) | 82       |

### Сертификация
| Регион | Сертификация                | Продажи   |
| --- | --------------------------- | --------- |
| Австралия (ARIA) | 8× Платиновый               | 560 000   |
| Австрия (IFPI Austria) | Золотой                     | 15 000    |
| Бельгия (BEA) | Платиновый                  | 20 000    |
| Бразилия (ABPD) | 2× Бриллиантовый            | 500 000   |
| Канада (Music Canada) | Платиновый                  | 80 000*   |
| Дания (IFPI Danmark) | 2× Платиновый               | 180 000   |
| Германия (BVMI) | 3× Золотой                  | 600 000   |
| Италия (FIMI) | 3× Платиновый               | 150 000   |
| Мексика (AMPROFON) | Бриллиантовый+3× Платиновый | 480 000   |
| Новая Зеландия (RMNZ) | 4× Платиновый               | 120 000   |
| Польша (ZPAV) | 3× Бриллиантовый            | 300 000   |
| Португалия (AFP) | Платиновый                  | 20 000    |
| Испания (PROMUSICAE) | 2× Платиновый               | 80 000    |
| Швеция (GLF) | Платиновый                  | 40 000    |
| Швейцария (IFPI Switzerland) | 2× Платиновый               | 60 000    |
| Великобритания (BPI) | 4× Платиновый               | 2 400 000 |
| США (RIAA) | 4× Платиновый               | 4 000 000 |
| Стриминг |                             |           |
| Греция (IFPI Greece) | Платиновый                  | 2 000 000 |
| * Данные о продажах приведены только на основе сертификации. · Данные о продажах + прослушиваниях приведены только на основе сертификации. · Данные только о прослушиваниях приведены на основе сертификации. |                             |           |